# Sonia Olariu
Sonia Olariu (* 4. Mai 1992 in Timișoara) ist eine rumänische Badmintonspielerin. 

## Karriere
Sonia Olariu siegte 2008 erstmals bei den nationalen Titelkämpfen in Rumänien, wobei sie sowohl im Einzel als auch im Doppel erfolgreich war. Zweit weitere Titelgewinne folgten 2009 und 2010 im Dameneinzel. Bei den Slovenia International 2010 wurde sie Fünfte im Doppel, bei den Romanian International 2011 Zweite.

## Sportliche Erfolge
| Saison | Veranstaltung                   | Disziplin   | Platz | Name                          |
| ------ | ------------------------------- | ----------- | ----- | ----------------------------- |
| 2008   | Rumänien: Einzelmeisterschaften | Dameneinzel | 1     | Sonia Olariu                  |
| 2008   | Rumänien: Einzelmeisterschaften | Damendoppel | 1     | Sonia Olariu / Adina Posteucă |
| 2009   | Rumänien: Einzelmeisterschaften | Dameneinzel | 1     | Sonia Olariu                  |
| 2010   | Rumänien: Einzelmeisterschaften | Dameneinzel | 1     | Sonia Olariu                  |